# Татышев
Та́тышев, также Татышев остров — самый крупный остров на реке Енисей в черте Красноярска. Находится между Советским и Центральным районами на левом берегу и Ленинским и Кировским районами города на правом берегу Енисея. Административно относится к Советскому району. На остров можно попасть через автомобильно-пешеходный Октябрьский мост и пешеходный Виноградовский мост. В планах администрации построить пешеходный мост из района Зелёной рощи.
Площадь острова оставляет около 7 км².

## История названия
Слово «Татышев» является притяжательным прилагательным и, соответственно, изменяется по падежам как притяжательное прилагательное.
На острове во времена основания красноярского острога были летние пастбища аринцев, одного из местных кочевых племён, которыми управлял «князёк» по имени Татуш. Возможно, настоящее имя князька имело несколько иную форму, как другие тюркские имена (Сатмыш, Балкыш, Чаныш), поэтому при образовании притяжательного прилагательного в имени появляется буква «ы» — остров (чей?) Татышев. В переводе с тюркского «татыш» значит «ласковый», «спокойный», «мирный».
Среди жителей Красноярска распространена ошибочная форма названия острова: «остров Татышева», обусловленная неверным представлением об этимологии названия (подразумевается происхождение от фамилии Татышев) и ложной аналогией с названиями островов Отдыха и Молокова, имеющими форму существительных в родительном падеже.

## Современное использование
Благоустройство острова началось в 2004 году, спустя два года на острове была построена первая велодорожка. Вскоре движение на автомобилях здесь было запрещено. В 2008 году началась реализация проекта «Парк здоровья в центре мегаполиса». В 2010-х гг. было принято решение о создании МАУ «Татышев-парк».
Татышев является популярным местом отдыха у красноярцев. По словам мэра Красноярска, в июле 2022 года посещаемость Татышева острова достигала 100 тысяч человек в сутки.
Здесь находятся прокат велосипедов, самокатов, роликовых коньков, трициклов, веломобилей, скейтбордов, беговых лыж, коньков, спортивные площадки для различных видов спорта: волейбол, футбол, баскетбол, скейтбординг, конькобежный спорт, городки, петанк, настольный теннис, зоны с уличными тренажёрами и турниками. Сеть велодорожек на острове имеет протяжённость свыше 9 км.

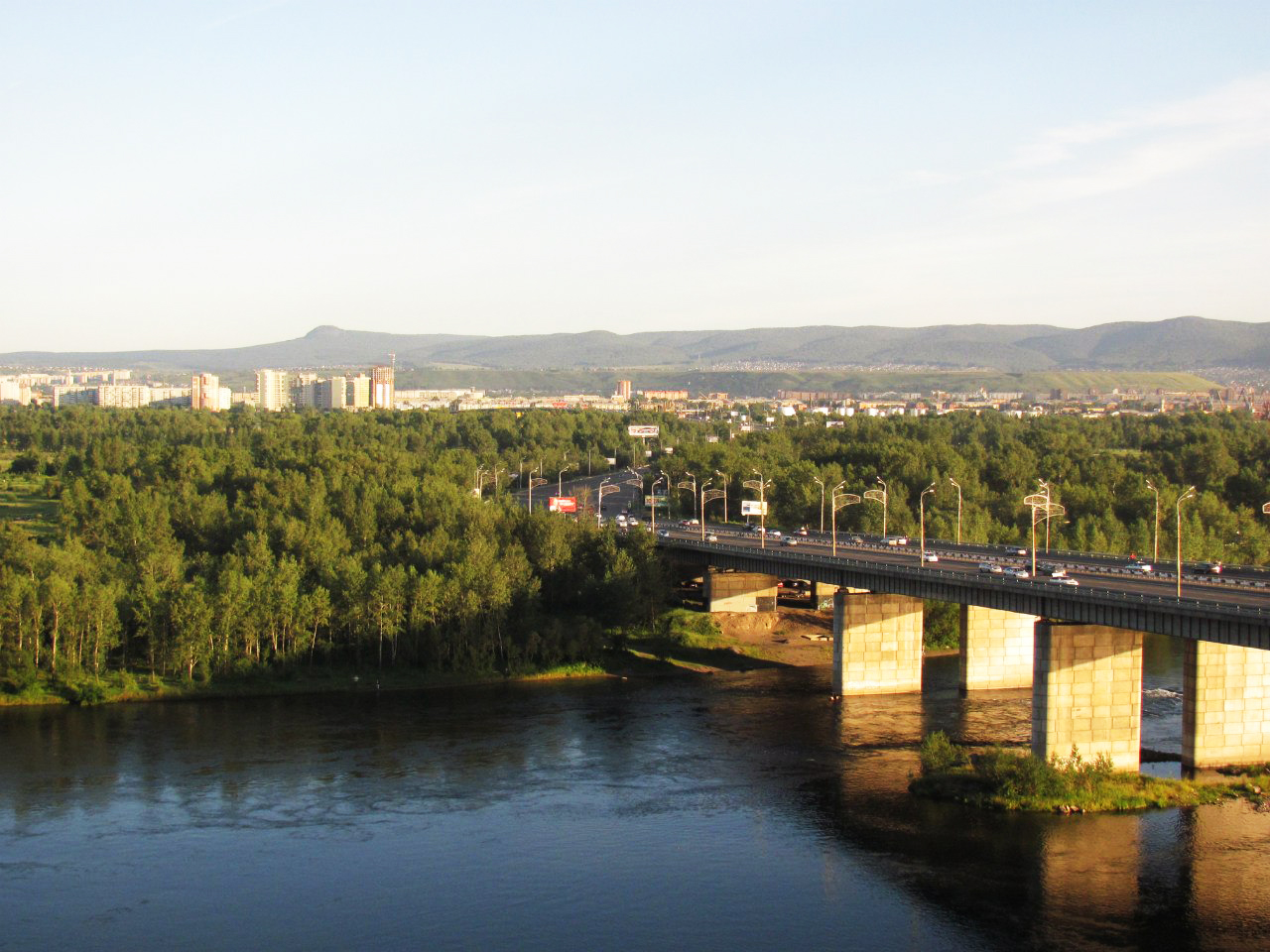
Вид на Татышев с левого берега Енисея
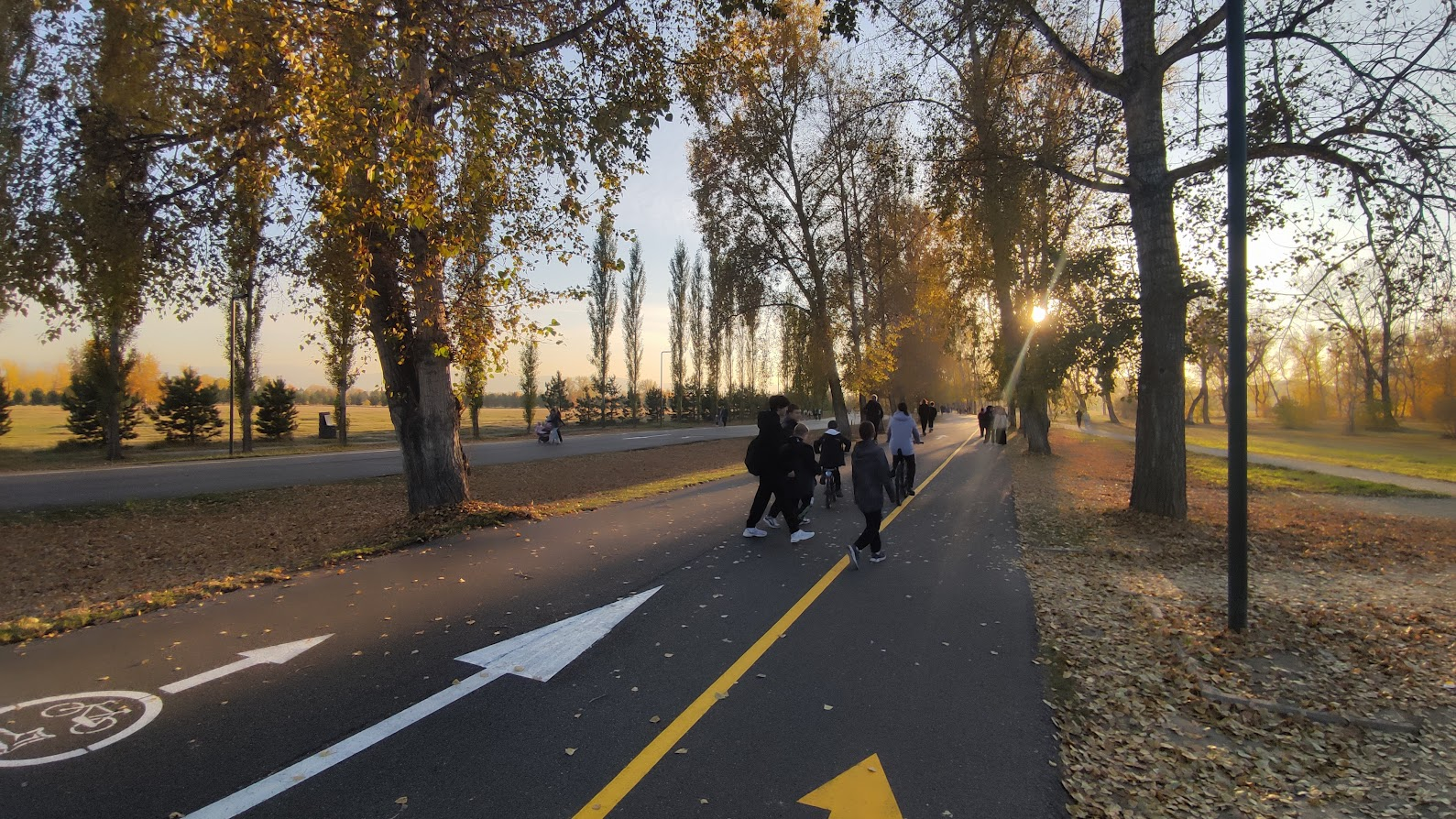
Велосипедно-пешеходная дорожка в «Татышев-парке»
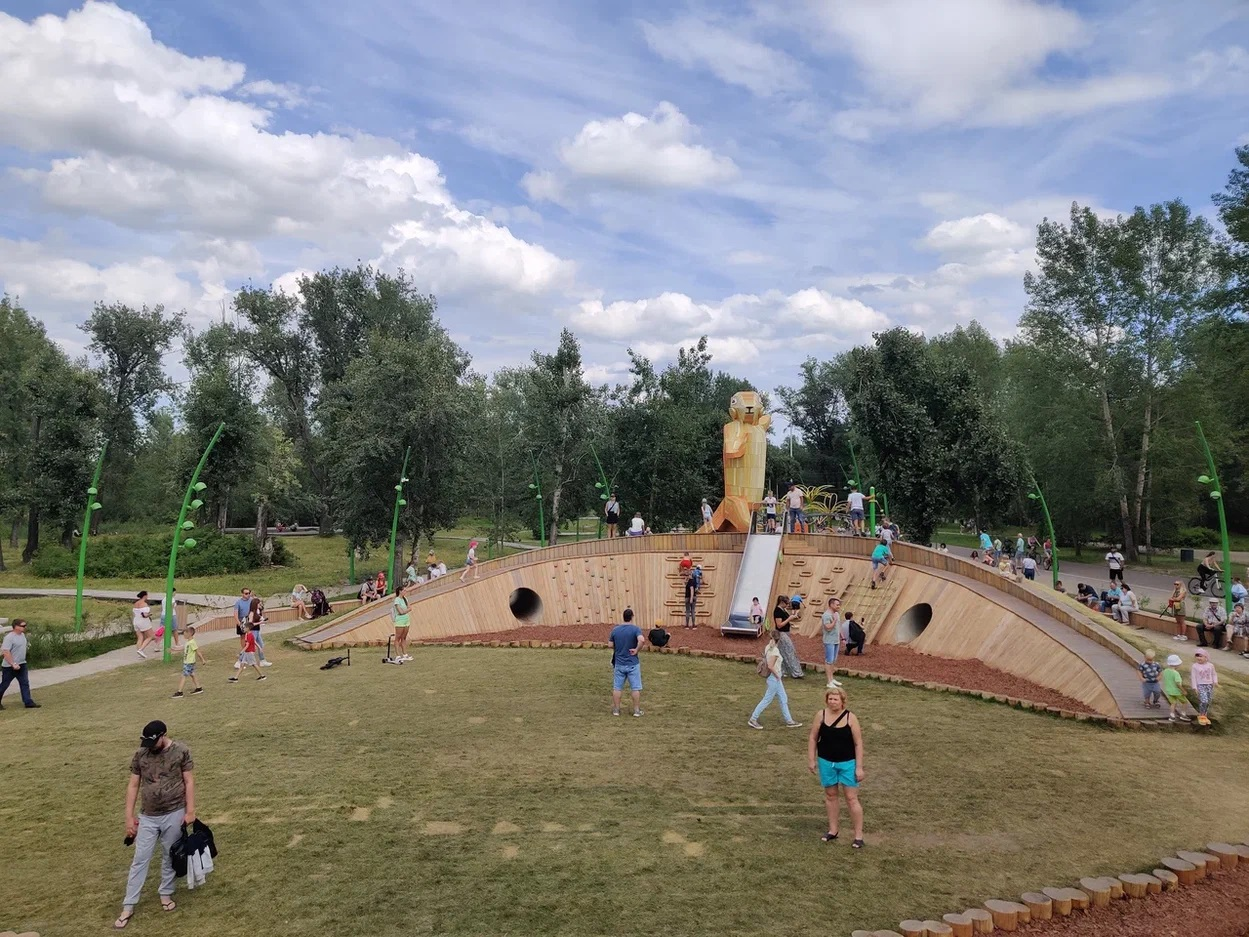
Детская площадка «Маленький Татышев»
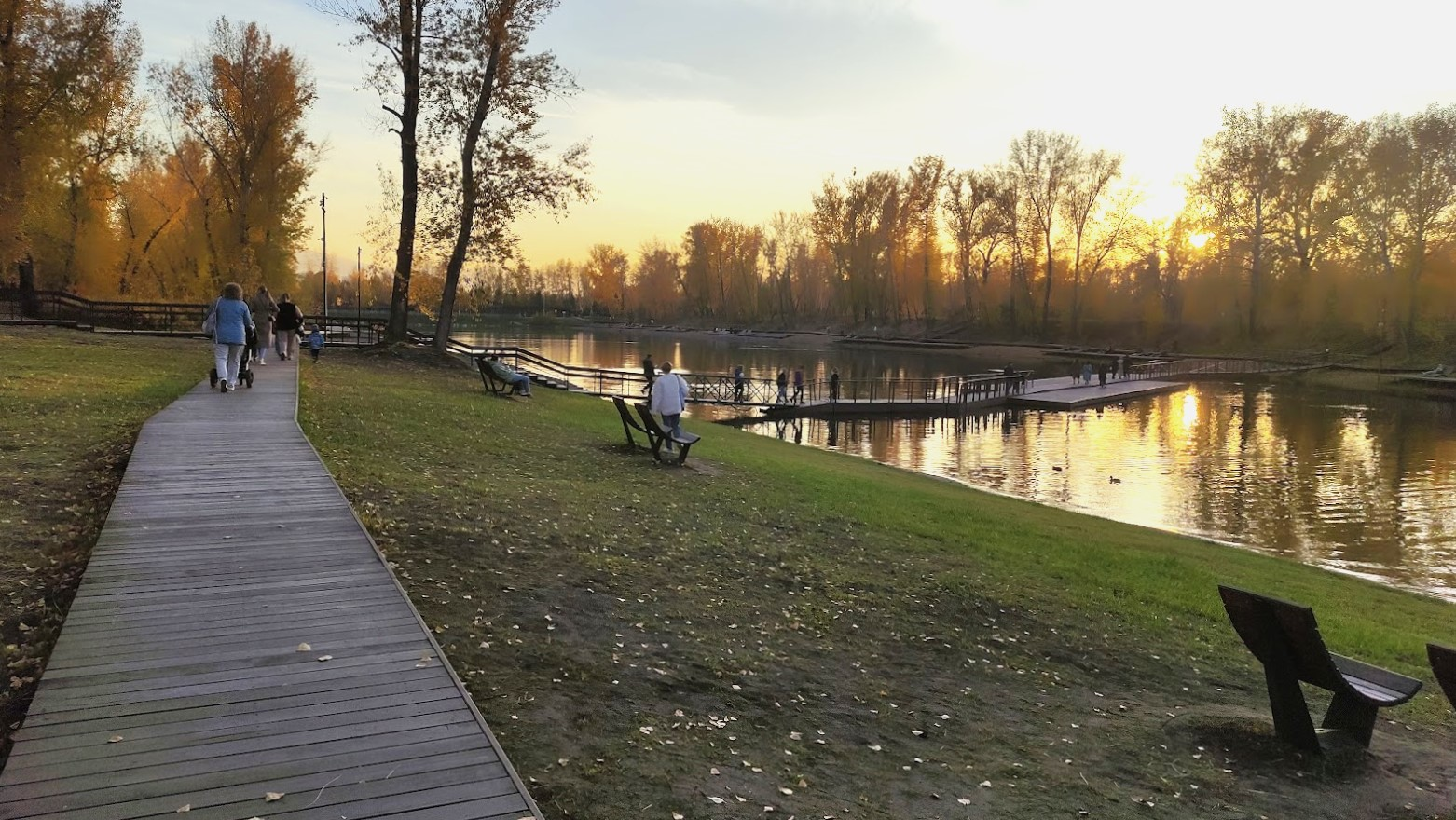
Озеро «Зеркальное»
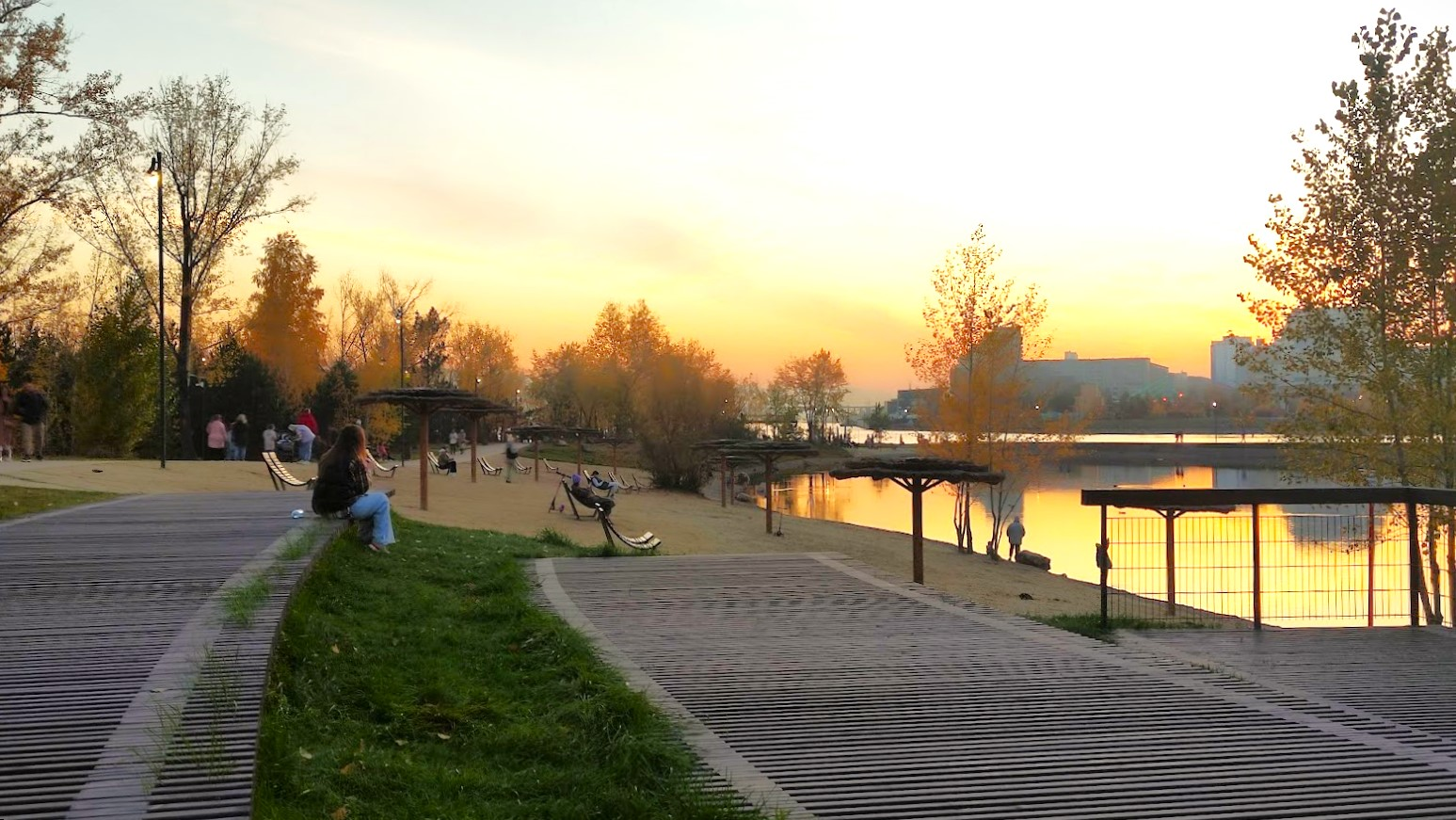
Пляжная зона возле вантового моста
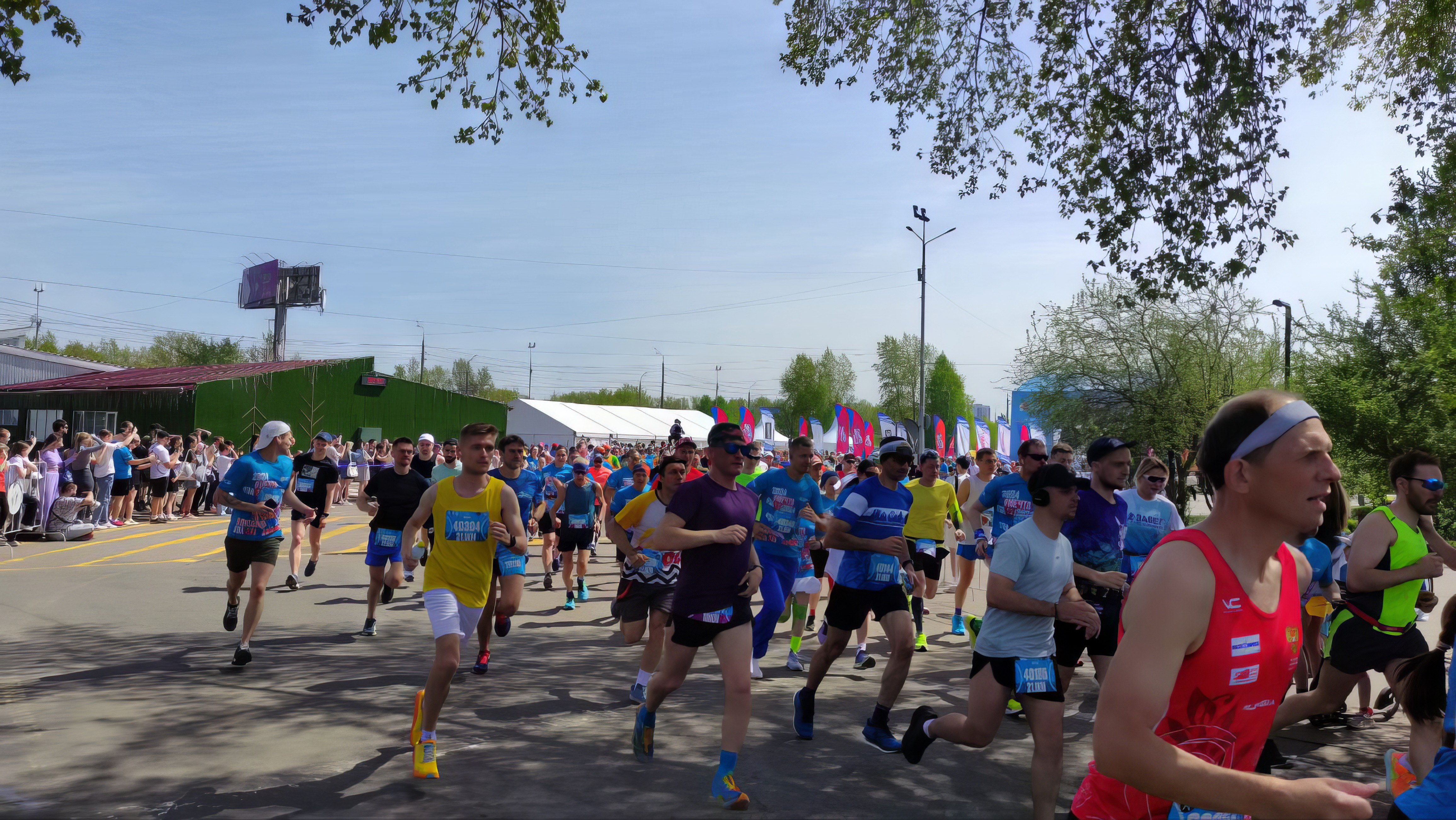
Старт забега на Татышеве, 2024 год
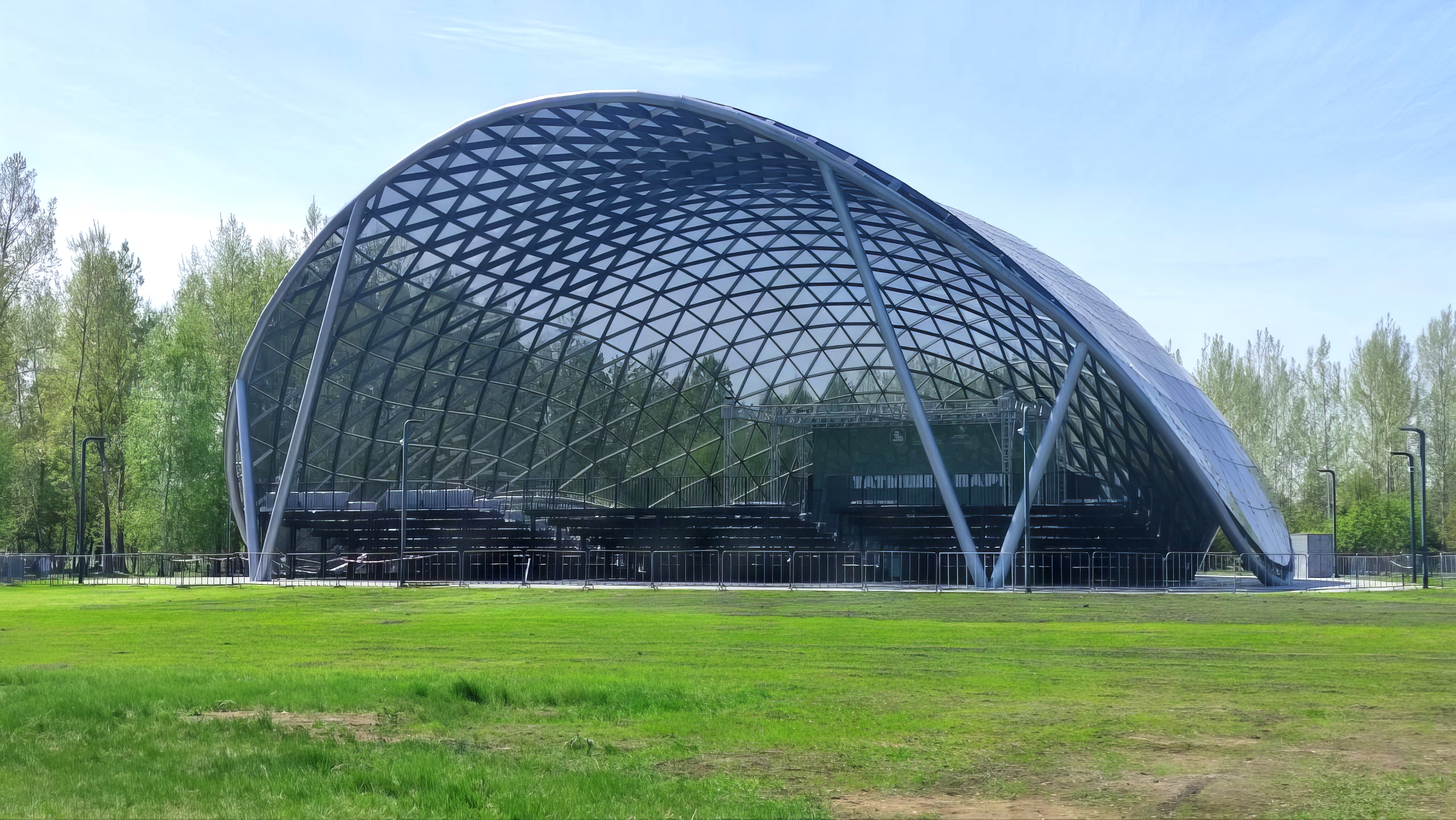
Концертная площадка на острове Татышев

Высажен яблоневый сад и дендрарий. В конце лета многие красноярцы приходят сюда собирать ранетки.
Есть площадка для буккроссинга, пикниковая зона. Зимой заливается самый большой в городе каток, открыты лыжные трассы, устанавливается городская ёлка.
Остров часто становится местом проведения развлекательных и спортивных мероприятий. На острове проходят забеги проектов ЗаБЕГ.РФ и «Жара», «День физкультурника», фестиваль «Ночные роллеры», выступления красноярского духового оркестра, праздники народов России.
В восточной части острова находится крытая площадка со сценой, аллея с монументом «Слава героям социалистического труда», площадки кафе с торговыми павильонами, площадка для выгула собак, водозабор, обслуживающий Советский район.
Здесь же оборудована посадочная площадка для вертолётов санавиации и МЧС, использующаяся ведомственными вертолётами Ми-8.
В 2022 году в восточной части острова открыт триатлонный комплекс: спортивная велотрасса протяженностью 4 км и павильон для тренировок.
На острове существует клуб зимнего плавания «Белые медведи».
В 2022 году в Татышев-парке работал частный пляжный комплекс.
На западной стороне острова находятся благоустроенные водоёмы: залив «Стрелка», озеро «Зеркальное», озеро «Тихое». Вокруг них есть прогулочные дорожки, деревянные террасы, скамейки.
В 2022 году на острове открыта большая детская площадка «Маленький Татышев». Здесь стоят две большие фигуры сусликов по имени Тат и Шев, построены разнообразные качели, верёвочный городок, скалодромы и горки.
В 2019 году остров стал одной из площадок парка Зимней Универсиады 2019. Здесь находился визит-центр, где размещался билетный офис, пространство для отдыха, информационное бюро, кафе, комната матери и ребенка и несколько туалетов. Также работала этнодеревня с развлекательными площадками.

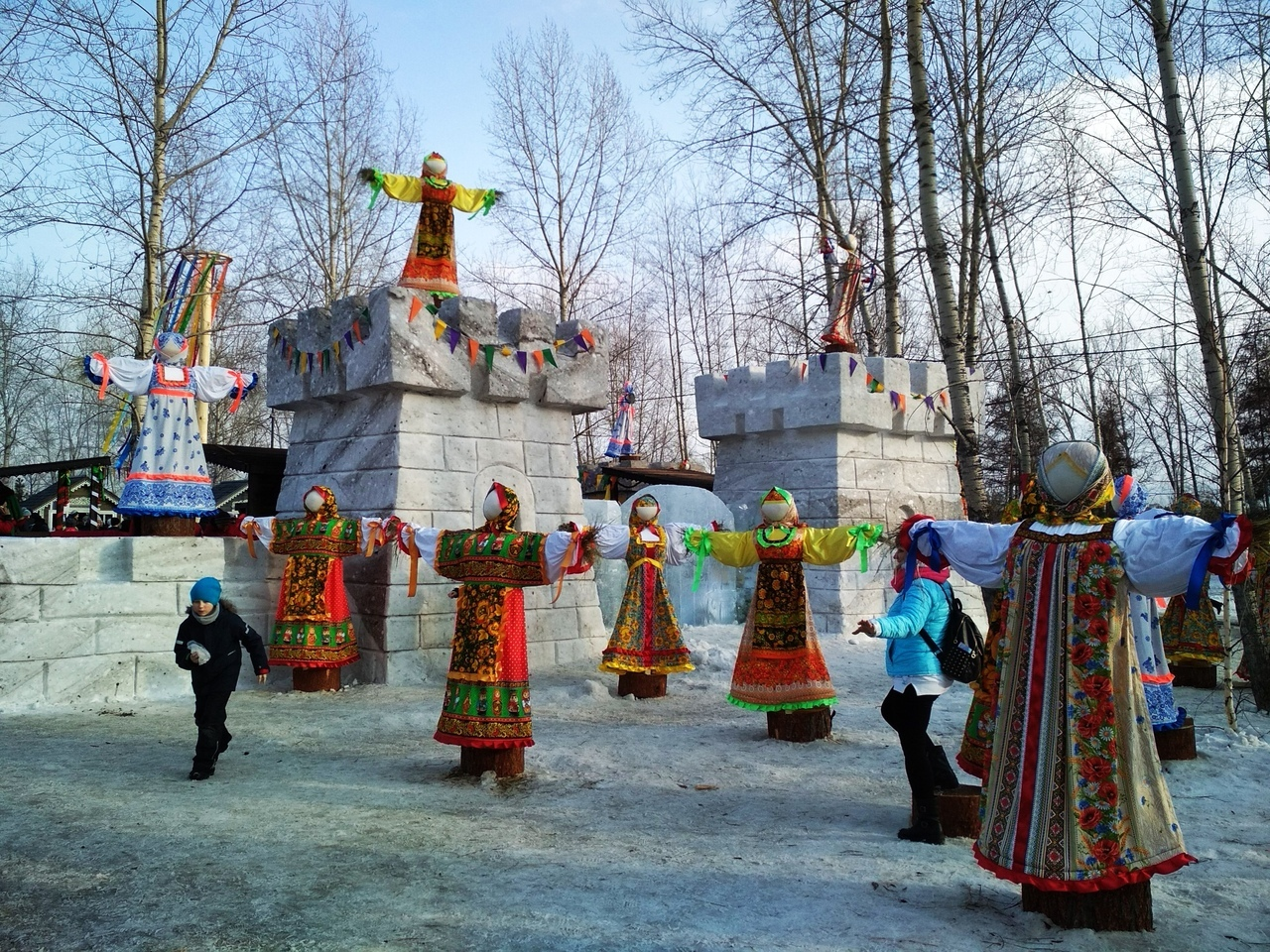
Масленица во время Универсиады-2019
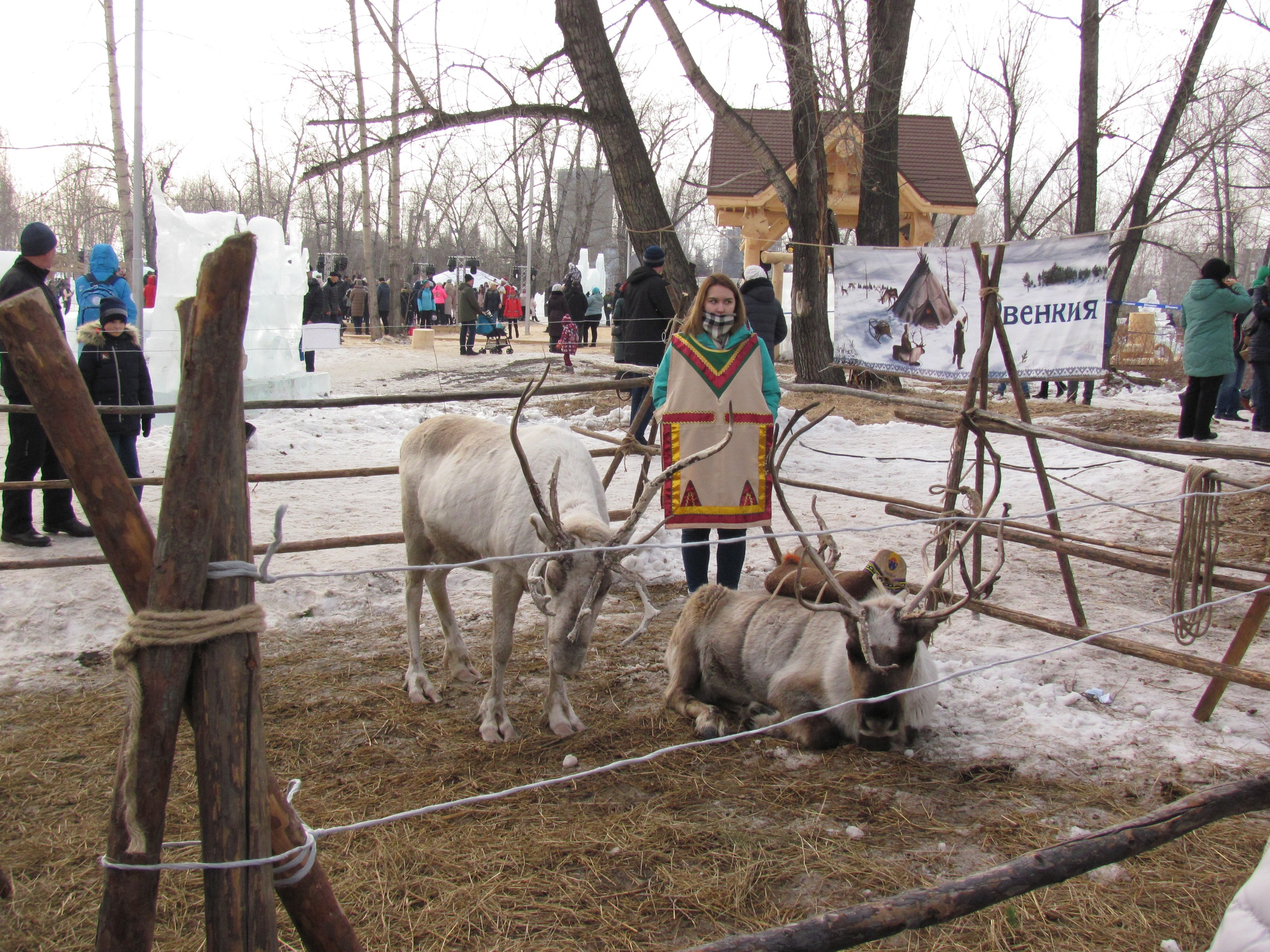
Площадка с северными оленями в этнодеревне во время Универсиады-2019

В 2024 году остров стал местом проведения фестиваля VK Fest.

## Флора
На острове произрастают деревья:
Берёза повислая, ель сибирская, сибирский кедр, сосна обыкновенная, тополь серебристый, тополь чёрный, ива прутовидная, лиственница сибирская, лещина обыкновенная, ясень обыкновенный, сирень венгерская (Syringa josicaea), сирень амурская (Syringa amurensis), сирень обыкновенная (Syringa vulgaris), карагана древовидная, клён татарский (Aser tataricum), клён приречный (Aser ginnala), клён ясенелистный (Aser negundo), орех маньчжурский (Juglans mandshurica), вяз шершавый (Ulmus glabra), вяз гладкий, вяз приземистый (Ulmus pumila), черёмуха Маака (Padus maakii), липа сердцевидная (Tilia cordata), груша уссурийская (Pyrus ussuriensis), барбарис амурский (Berberis amurensis), барбарис обыкновенный (Berberis vulgaris), смородина золотистая.

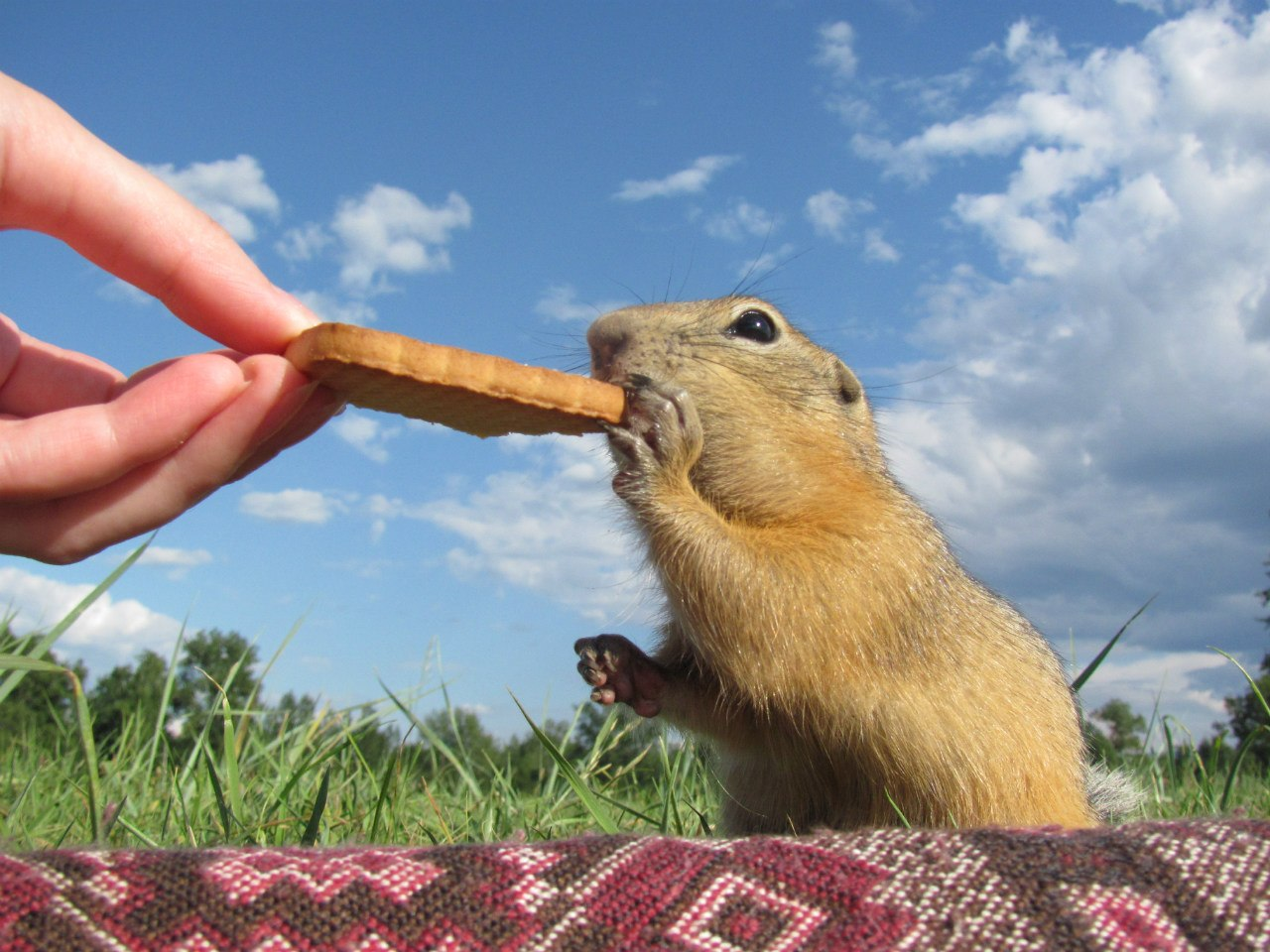
Суслик
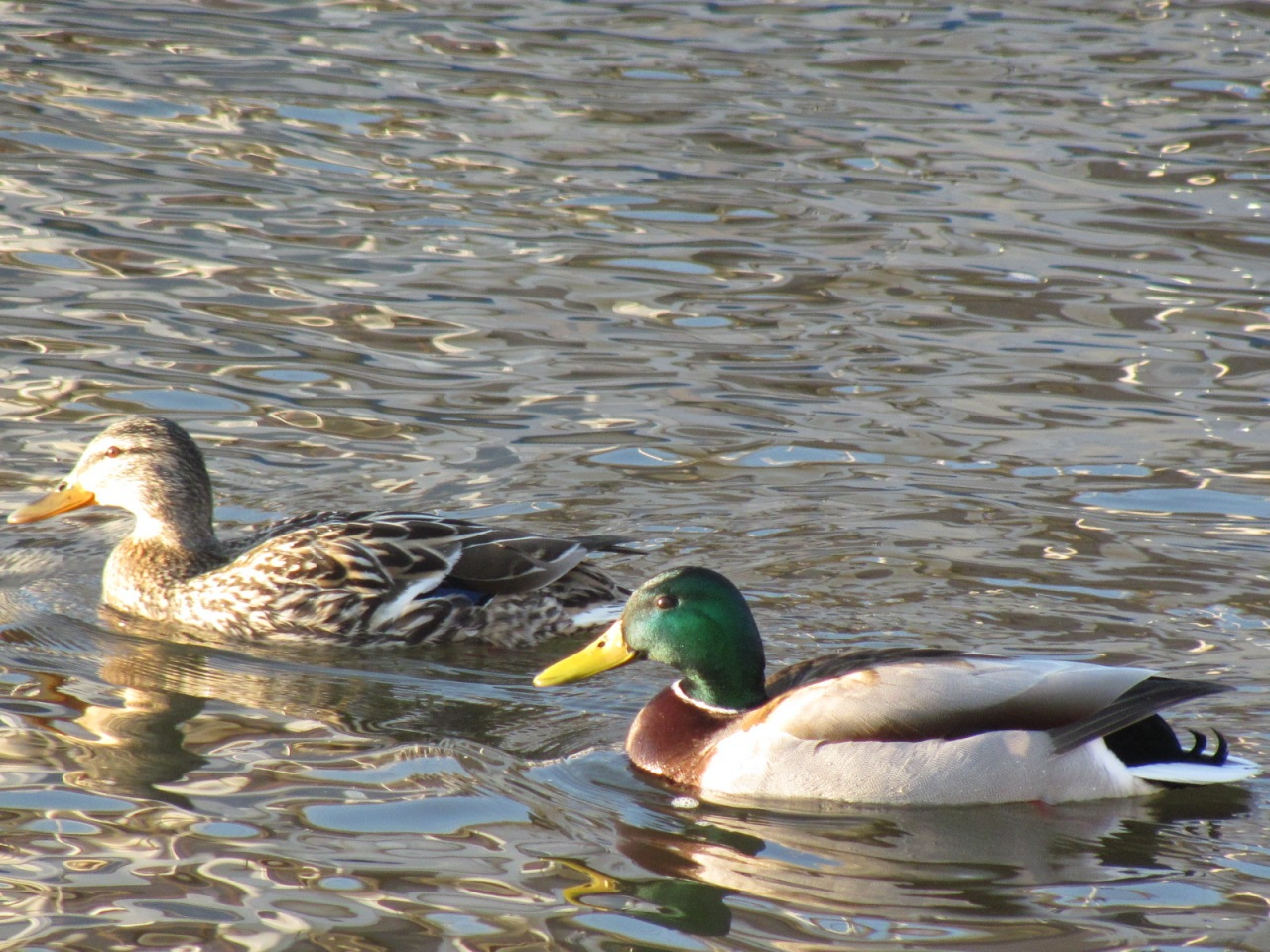
Кряква, дикая утка

## Фауна
Одним из многочисленных обитателей Татышева острова является суслик длиннохвостый. Многие посетители подкармливают сусликов (см. фото). В 2017 году на острове была замечена лисица.
Во множестве встречаются разные виды птиц: дрозды, скворцы, чекан, чёрный коршун, пустельга, кряква, ласточки, белопоясный стриж, хохлатая чернеть, чирок-свистунок, обыкновенный гоголь, речная крачка, сизая чайка, малый зуёк, перевозчик, черныш, фифи, большой крохаль.

## Коррупционные скандалы
Два директора «Татышев-парка» были пойманы на взятках. Максим Бархатов в 2022 году был осуждён на шесть лет лишения свободы. Бархатов без торгов заключил несколько контрактов на 28,6 млн рублей. Также было установлено, что он получил в качестве взяток два автомобиля на сумму 8,4 млн рублей, которые продал и получил почти 5 млн рублей. В 2023 году Бархатов погиб в боях за Бахмут. Сергей Васильев в 2023 году был заподозрен в получении двух взяток на сумму 1 млн рублей. По версии следствия, в 2021 руководитель Татышев-парка помог подрядчику заключить контракт стоимостью 16 млн рублей на монтаж и демонтаж новогодней елки на территории острова Татышев. Также в марте 2022 он получил взятку 800 тысяч рублей за гарантированное получение контрактов для проведения работ, связанных с новогодней ёлкой, обслуживания зданий на острове Татышев, моста «Виноградовский», музейного центра «Площадь мира» и красноярской филармонии.